# Kurt Fähnrich
Kurt Fähnrich (* 22. September 1900 in Berlin-Charlottenburg; † 5. Juni 1976 in Hameln) war ein deutscher Politiker (GB/BHE).

## Leben
Fähnrich besuchte das Schiller-Realgymnasium in Charlottenburg und legte das Abitur ab. Von 1917 an war er Kriegsteilnehmer am Ersten Weltkrieg. Im Jahre 1919 nahm er zunächst ein Studium der Mathematik, Physik und Chemie an der Technischen Universität Berlin auf, wechselte aber bald in die Fächer Volkswirtschaftslehre, Rechtswissenschaften und Kriminalistik. Während seines Studiums wurde er Mitglied der Burschenschaft Sigambria Berlin. Diese ging 1933 in der Burschenschaft Neogermania Berlin auf, der er fortan als Alter Herr angehörte.
1927/28 legte Fähnrich die Eignungsprüfung für den Dienst bei der Kriminalpolizei ab und wurde Kriminalkommissar-Anwärter. 1930 bestand Fähnrich die Kriminalkommissar-Prüfung und wurde zur Mordinspektion versetzt. In den Jahren 1931–1933 war er Leiter eines Raub-Kommissariats, 1933 erfolgte seine Versetzung zur Abt. IA (politischen Polizei), später Gestapo. Zum 1. Mai 1933 trat er in die NSDAP ein (Mitgliedsnummer 3.472.773). Außerdem war er von 1933 bis 1937 Mitglied in der SA sowie von 1939 bis 1943 in der NSV.
Nach eigenen Angaben wurde Fähnrich am 30. Juni 1934 wegen angeblicher Teilnahme an der „Röhmrevolte“ seines Amtes enthoben und im KZ Lichtenburg inhaftiert, danach an die Kriminalpolizei rücküberstellt. Von 1934 bis 1936 war er Leiter eines Morddezernats bei der Kripo Berlin. 1936 wurde er zum Leiter der Reichszentrale zur Bekämpfung von Kapitalverbrechen im Reichskriminalpolizeiamt (Amt V des Reichssicherheitshauptamtes) abkommandiert. 1939 wurde er zum Kriminalrat und am 9. November 1943 zum Kriminaldirektor befördert.
Von April 1945 bis März 1947 befand sich Fähnrich in alliierter Internierung. In seinem Entnazifizierungsverfahren wurde er am 23. September 1947 zunächst in Kategorie III, dann im Berufungsverfahren am 22. März 1949 in Kategorie IV (Mitläufer) entnazifiziert.
Nach dem Krieg wurde Fähnrich zum Vorsitzender des BHE gewählt sowie zum Vorsitzender des Zentralverbandes der vertriebenen Deutschen im Kreisverband Nienburg. Er war zudem Vorsitzender des Deutschen Beamtenbundes im Kreiskartell in Nienburg und Vorsitzender des Mieter-Schutzvereins für den Kreis Nienburg.
Er wurde in der zweiten Wahlperiode zum Mitglied des Niedersächsischen Landtages vom 6. Mai 1951 bis 5. Mai 1955. Mit Wirkung zum 16. März 1953 gehörte er der GB/BHE-Fraktion an.
1951 wurde er langjähriger Gründungsvorsitzender (bis 1962) des „Bundes Deutscher Polizeibeamter“, der sich später in Deutsche Polizeigewerkschaft umbenannte.
Die Spuren seiner politischen Biografie – NSDAP nebst SA und Gestapo – sowie Entnazifizierung erst im Berufungsverfahren, sodann seine parteipolitische Tätigkeit im „Gesamtdeutschen Block/Bund der Heimatvertriebenen und Entrechteten“ GB/BHE u. a. als Abgeordneter im Niedersächsischen Landtag – prägten und prägen bis heute die gesellschaftspolitische Haltung der DPolG.
Am 17. Dezember 1955 wurde Fähnrich als Kriminalrat in die Niedersächsische Landeskriminalpolizei in Dienst gestellt. Bis Ende 1956 war er bei der Polizeidirektion Hannover in Dienst. Von 1956 bis 1960 war er Leiter der Landeskriminalpolizei-Außenstelle Hameln. Am 1. Oktober 1960 wurde er in den Ruhestand versetzt.

## Quelle
- Stephan A. Glienke: Die NS-Vergangenheit späterer niedersächsischer Landtagsabgeordneter. Abschlussbericht zu einem Projekt der Historischen Kommission für Niedersachsen und Bremen im Auftrag des Niedersächsischen Landtages. Herausgegeben vom Präsidenten des Niedersächsischen Landtages. Durchgesehener Nachdruck der ersten Auflage. Hannover 2012, S. 153f. (online als PDF).
- Barbara Simon: Abgeordnete in Niedersachsen 1946–1994. Biographisches Handbuch. Hrsg. vom Präsidenten des Niedersächsischen Landtages. Niedersächsischer Landtag, Hannover 1996, S. 93.
- Helge Dvorak: Biographisches Lexikon der Deutschen Burschenschaft. Band I: Politiker. Teilband 9: Nachträge. Koblenz 2021, S. 33–34. (Online-PDF)